# Carita de ángel
Carita de ángel (no Brasil: Carinha de Anjo) é uma telenovela mexicana produzida por Nicandro Díaz González para a Televisa e exibida pelo canal Las Estrellas de 19 de junho de 2000 a 16 de março de 2001, em 175 capítulos, substituindo Amigos x siempre e antecedendo Aventuras en el tiempo.
A novela é um remake de Papá corazón, da Argentina, transmitida em 1973, escrita por Abel Santa Cruz.
A trama foi protagonizada por Daniela Aedo, Miguel de León e Lisette Morelos, com atuações estrelares de Nora Salinas, Juan Pablo Gamboa, Libertad Lamarque, Joaquín Cordero, Manuel Saval e Marisol Santacruz e antagonizada por Ana Patricia Rojo, Mariana Ávila, Roberto Palazuelos, Alexis Ayala, Priscila Herrera, Andrea Soberon e Mauricio Aspe.

## Sinopse
Dulce Maria (Daniela Aedo) é, como o seu nome, uma doce menina de 5 anos cheia de alegria e bons sentimentos. Com a morte de sua mãe, o seu pai, Luciano Larios, afunda em depressão e dor, e decide ficar longe de tudo e todos. Dulce Maria é colocada numa escola de freiras chamada "Rainha da América", ele então parte para o estrangeiro deixando tudo aos cuidados do seu irmão Gabriel, que é um sacerdote.
A única visita que a menina tem é de sua amada tia Stephania, a quem carinhosamente chama de "Tia Perucas". Todas as freiras na escola de Dulce Maria têm por ela uma grande ternura, em especial a irmã Fortunata ("Fabiana" no Brasil) e a noviça Cecília, que são suas cúmplices em todas as suas engraçadas travessuras, que também são permitidas de certa forma pela Madre Superiora, diretora do colégio que é sempre consciente das responsabilidades e disciplinas que devem ser cumpridas, embora mostrando grande coração e preocupação com o bem-estar de todos aqueles que a rodeiam.
Dulce Maria tem um lugar secreto na escola conhecida como "O Quartinho Velho". Aqui, ela vê e fala com a sua mãe, Angélica, de quem ouve maravilhosas histórias. Após uma ausência de dois anos, Luciano anunciou seu regresso ao México e Dulce Maria sente-se muito feliz com a notícia. Mas sua alegria, ao ver seu pai, acaba quando ela percebe que ele está acompanhado por uma mulher a quem a ela não inspira confiança. Nicole, que está noiva de Luciano, é uma mulher interesseira, pois ela só se interessa pelo dinheiro.
Para ela, Dulce Maria não é mais do que um aborrecimento, e seu plano é o de afastar a filha de Luciano. A pequena Dulce Maria não quer perder o carinho do pai, e ela pressente que ele não vai ser feliz com Nicole, e então propõe-se a implementar um plano para acabar com o compromisso de Luciano.
Dulce Maria acredita que a pessoa ideal para ser sua nova mãe é a irmã Cecília, e tem uma súbita ideia de virar o Cupido entre o pai e a bela noviça. Luciano percebe que, na realidade, não é amor o que ele sente por Nicole, e sente uma crescente atração por Cecília. Ela, por sua vez, percebe que sua vocação religiosa se enfraquece diante do amor por Luciano, e terá que decidir entre tomar os votos religiosos ou abandoná-los e ouvir a voz do seu coração.

## Elenco

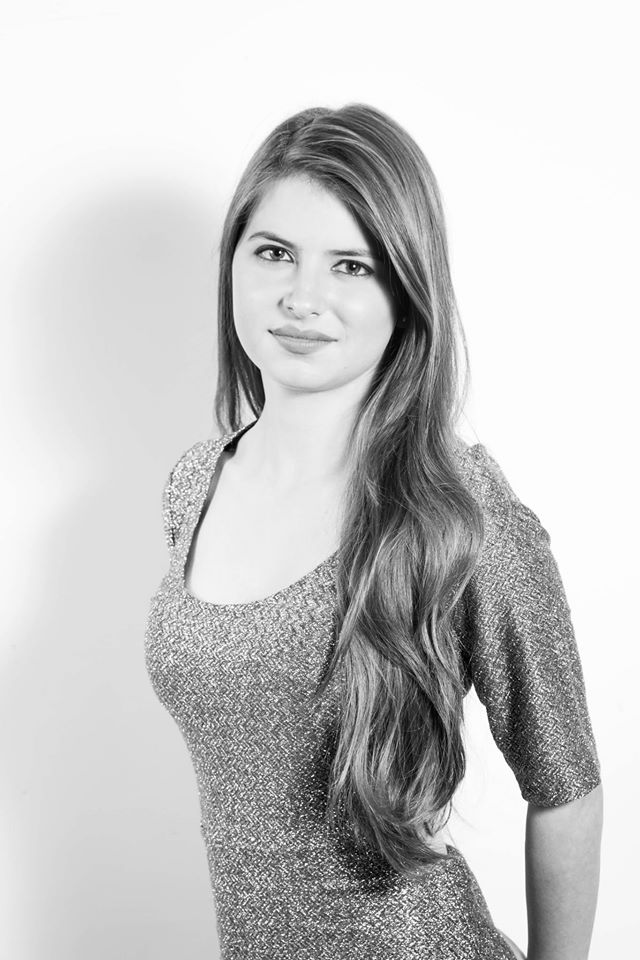
Daniela Aedo

- Daniela Aedo - Dulce María Larios Valle
- Lisette Morelos - Cecilia Santos de Larios / Irmã Cecília
- Miguel de León - Luciano Larios Rocha
- Libertad Lamarque - Madre Superiora Piedad de la Luz
- Silvia Pinal - Reverenda Lucía / Madre Superiora #2
- Nora Salinas - Estefanía Larios de Gamboa "Tía Pelucas"
- Marisol Santacruz - Angélica Valle de Larios
- Manuel Saval - Padre Gabriel Larios Rocha
- Ana Patricia Rojo - Nicole Romero Mendrano
- Joaquín Cordero - Don Adolfo Valle
- Juan Pablo Gamboa - Noel Gamboa
- Mariana Ávila - Cassandra Gamboa Campos
- Polo Ortín - Silvestre Núñez
- Adriana Acosta - Irmã Fabiana
- Paty Díaz - Irmã Clementina
- Ana Luisa Peluffo - Aída Medrano viuda de Romero
- Arena Ibarra - Lluvia Amezcua
- Nancy Patiño - Alfonsina Núñez
- Priscila Herrera - Bárbara Guerra
- Andrea Soberón - Frida Iturbe
- Mario Thadeo - Centavito
- Iliana Montserrat - Juanita Pérez
- Génesis García - Anita Pérez
- Raúl "Chóforo" Padilla - Pascual Huerta
- Verónica Macías - Verónica Medina Rico
- Héctor Suárez Gomis - Omar Gasca
- Mariagna Prats - Francesca Rossi
- Estrella Lugo - Selene Gallardo
- Marga López - Madre General Asunción de la Luz
- Juan Carlos Serrán - Rómulo Rossi
- Ingrid Martz - Doménica Rossi
- José María Torre - Leonel
- Carmen Amezcua - Clarissa Santos Dorantes de Valadez
- Alejandro Ruiz - Homero Anaya Rubalcaba
- Francisco Avendaño - Dr. Andrés Urquiza
- Rosita Pelayo - Fedora Aldama
- Roberto Palazuelos - Flavio Romero Medrano
- Janet Ruiz -  Irma Águeda
- Teo Tapia - Perpetuo Chacón
- Natasha Dupeyrón - Mariana
- Andrea Lagunes - Irma Valadez Santos
- Ana Lobo - Chiripa (Voz)
- Ana Karla Kegel - Shula
- Elena Paola Kegel - Sheila
- Isaura Espinoza - Genoveva
- Alejandro de la Madrid - Jordi
- Alejandra Procuna - Morelba
- Carlos Espejel - Solovino (voz)
- Marisol Centeno - Sonia Gómez
- Gabriela Platas - Soraya
- Mauricio Aspe - Saturno
- Norma Herrera - Paulina Valle
- Servando Manzetti - Lic. Cristóbal Valadez
- Kelchie Arizmendi - Lorena "Lore"
- Alfonso Iturralde - Dr. Luis Fragoso
- Roberto "Flaco" Guzmán - Filemón
- Alejandro Tommasi - Jaime Alberto
- Yolanda Ventura - Julieta
- Mónica Dossetti - Lorena Campos
- Rafael Rojas - Gaspar
- Roberto Tello - Tranquilino
- David Ostrosky - Dr. José Velasco
- Irma Lozano - Altagracia Lemus vda. de Rivera
- Alexis Ayala - Leonardo Larios
- Juan Carlos Casasola - Jairo
- Raquel Morell - Minerva Gamboa de Alvarado
- Vanessa Guzmán - Gilda Esparza
- Gabriel Soto - Rogelio Alvarado Gamboa
- Aurora Molina - Canuta
- César Castro - Regino
- Jaime Garza - Rutilo
- José Suárez - Raymundo
- Julio Vega - Fidelio
- Luis Couturier - Dr. Heredia
- Beatriz Sheridan - Sra. Estudillo
- Lupita Lara - Magdalena
- Esteban Franco - Fausto
- Kristoff - Zenón
- Sergio Ramos - Agente Elizondo
- Sara Luz - Nieves
- Adalberto Martínez "Resortes" - Hipólito
- Erika Buenfil - Policarpia "Poly" Zambrano
- Arturo Peniche - Dr. Montemayor
- Pedro Weber "Chatanuga" - Antonio
- Rafael del Villar - Vladimir
- Manola Diez - Carmina
- Khotan - Alexis
- Cecilia Gabriela - Victoria Montesinos
- Ariel López Padilla - Adrián
- Gustavo Rojo - Padre Cosme
- Oscar Morelli - Dr. Villaseñor
- Manuel "Flaco" Ibáñez - Cándido
- Marco Uriel - Gerardo Montesinos
- Humberto Elizondo - Salomón Alvarado
- Alejandro Aragón - Dionisio
- Diana Osorio - Lupita
- Eugenio Derbez - "El Mil Caras"
- Javier Herranz - Aquiles
- Isabel Martínez "La Tarabilla" - Tía Domitila
- Renata Flores - Inspectora Pantaleona Malacara
- Adalberto Parra - Baltazar
- Jorge Van Rankin - Tadeo
- Salim Rubiales - Ramiro
- Socorro Bonilla - Doña Cruz
- María Eugenia Ríos - Esperanza Ortiz
- Antonio de la Vega - Franco
- Guillermo Rivas - Edgar
- Maricarmen Vela - Silvina
- César Bono - Toribio
- Vilma Traca - Toñita
- Susana Lozano - Elvira
- Manuel Landeta - Coronel
- Marlene Favela - Ámbar Ferrer
- Jorge Arvizu "El Tata" - Anastasio
- Katie Barberi - Noelia
- Diego Barquinero - Payasito Dieguín
- José Luis Cordero "Pocholo" - Facundo
- Rebeca Mankita - Marfil de los Cobos
- Sergio Miguel - Jimmy
- Aline O'Farril - Génova
- Marco Muñoz - Sr. Iturbe
- Oscar Traven - Ernesto Tirado
- Sandra Itzel - Chabelita
- Nora Velásquez - Srta. Malpica
- Esperanza Rendón - Elba
- Eugenia Avendaño - Sra. Becerra
- Dolores Salomón "Bodokito" - Sra. Palacios
- Sonia Velestri - Carolina
- Luis Xavier - Dr. Altamirano
- Rafael Amador - Dr. Lago
- Anabel Gutiérrez - Pordiosera
- Beatriz Cecilia - Novicia
- Irma Torres - Casera
- Alberto Ángel "El Cuervo" - Fidel
- Martín Rojas - Pancho
- Christiane Aguinaga - Katia
- Litzy - Cantora no casamento
- Laura Flores - Ela mesma
- Lynda - Raquel Larios
- María Teresa Rivas - Hilda Valle
- Baltazar Oviedo - Arturo Larios Santos "Tío Cleofas"
- Aída Pierce - Blanquita
- Mané Macedo - Peña
- Yurem Rojas - Edgar
- Franco Gala - Marcos Cuevas
- Orlando Miguel - Emmanuel
- Roger Cudney - Ryan
- Maki - Samantha
- Jessica Osorio - Patricia
- Emilia Carranza
- Norma Lazareno
- José Antonio Estrada
- María Morena
- Yaldha Victoria
- Alfonso Zayas
- Javier López "Chabelo"
- Judy Ponte
- Ivette Proal - Griselda Abigaíl
- Miguel Michel Anaya - Abelardo

## Exibição

### No México
Originalmente, a trama foi exibida às 16:15, substituindo Amigos x siempre e sendo substituída por Aventuras en el tiempo.
Entre 11 de dezembro de 2000 a 5 de janeiro de 2001, a telenovela foi interrompida em recesso e em seu lugar entrou Rayito de luz. Em seu capítulo de regresso, em 8 de janeiro foi dedicado a atriz e cantora Libertad Lamarque, em que faleceu enquanto a trama estava sendo gravada. Sua personagem, a Madre Superiora, foi embora em "retiro espiritual". Em seu lugar entrou Silvia Pinal.

### No Brasil
Foi exibida pelo SBT, entre 9 de julho de 2001 a 26 de fevereiro de 2002, em 199 capítulos, na faixa das 19h, substituindo Serafim e sendo substituída por Maria Belém.
Foi reprisada um ano após seu término pelo SBT, entre 12 de maio de 2003 a 2 de janeiro de 2004, em 170 capítulos, na faixa  das 17h30, substituindo Um Maluco no Pedaço e sendo substituída por Casos da Vida Real.
Foi exibida pela primeira vez pelo canal pago TLN Network, entre 30 de maio de 2011 a 27 de janeiro de 2012 substituindo Luz Clarita e sendo substituída por Gotinha de Amor.
Foi exibida pela segunda vez pelo TLN Network entre 20 de junho de 2016 a 17 de fevereiro de 2017 substituindo Cúmplices de um resgate e sendo substituída por O diário de Daniela.
Foi exibida pela terceira vez pelo TLN Network entre 26 de julho de 2021 a 1 de abril de 2022, substituindo O Diário de Daniela e sendo substituída por Vida Dupla.

### Em Portugal
Esta novela é considerada definitivamente como a última telenovela latino-americana a ser exibida na RTP1, uma vez que, de 2003 a diante, a transmissão destas primeiras, que começaram em 1994 com "Prisioneira do Amor", acabaram definitivamente.
A sua exibição, nas tardes da RTP1, foi dividida em dois: de 24 de setembro a 19 de outubro de 2001, em que a entrada de Emídio Rangel no canal para assumir as funções de diretor-geral causou o cancelamento da sua transmissão na grelha de programação, tendo sido emitido apenas 19 episódios. 
A sua segunda exibição, também nas tardes, voltou ao ar, sendo transmitida de 30 de setembro a 20 de dezembro de 2002. Apenas foram transmitidos 52 episódios aquando das suas transmissões(a original e a reposição).

## Audiência

### No México
Em seu país original, a trama teve média de 21 pontos. Foi considerada um fenômeno, já que era exibida às 16h e tinha meta de 15 pontos.

### No Brasil
No Brasil, a trama começou sendo exibida às 19h e mais tarde, às 19h45, de segunda à sábado. Sua exibição entre julho de 2001 e fevereiro de 2002 e também foi considerada um fenômeno, registrando médias que variavam de 18 a 21 pontos no Ibope na Grande São Paulo. A antecessora, Serafim, dava média de 13 pontos. É a melhor audiência de uma novela infantil do SBT desde 1998, quando exibia Chiquititas. Carinha de Anjo repete o fenômeno Carrossel, produção infantil mexicana apresentada pela emissora em 1991. Na época, Carrossel atingiu médias de 20 pontos e tirou parte da audiência do Jornal Nacional, da Rede Globo. Assim como Carrossel, Carinha de Anjo (que é do mesmo autor, Abel Santa Cruz) poderia estar agora atraindo público do principal telejornal do país, de acordo com avaliação do SBT. Nos 15 minutos em que competiram diariamente no ar, de 9 a 31 de julho de 2001, Carinha de Anjo registrou média de 18 pontos, contra 36 do Jornal Nacional. Em maio, com Serafim, o SBT deu 12 pontos, e o Jornal Nacional, 40. A audiência do JN apenas sobe após o final de um capítulo de Carinha de Anjo. A trama também incomodava a então novela das sete, As Filhas da Mãe, que no primeiro mês, teve média de 30 pontos no Ibope, contra 16 do SBT, com a novela mexicana Carinha de Anjo. No geral, teve média de 17 pontos, que agradou ao SBT, já que a meta era 13 pontos.
A novela teve um imenso sucesso em sua exibição pelo SBT, com índices impressionantes de audiência, e isso fez com que Daniela Aedo viesse para o Brasil, em dezembro de 2001, onde participou do Domingo Legal e a personagem Dulce Maria virou boneca. Com o seu sucesso na época, o SBT Music, lançou um CD contendo as músicas da novela, sendo que nenhuma delas ultrapassava um minuto e meio de duração, a não ser a abertura.
A voz de Daniela Aedo foi feita por Ana Lúcia Menezes.

## Exibição internacional
El Trece
 Canal 9
 Magazine
 Red ATB
 SBT (2001-2002/2003-2004)
 TLN Network
 TLN Network
 Megavisión
 Caracol Televisión (2000-2001)
 Canal RCN (2008)
 Teletica
 Gama TV
 Ecuavisa
 Canal Uno
 Canal Sur
 ETB 1
 TV Canaria
 Localia
 Univision (2000-2001)
 Telefutura (2006-2007)
 Unimás (2012-2013)
 Galavisión (2015)
 TV5Monde
 RCTI
 NHK
 TLNovelas
 Tiin (2011-2012/2015-2016)
 Televicentro de Nicaragua
 Telefuturo
 Latele
 TVN 7
 Zone Romantica
 Univision
 Telemicro, TiiN 2015
 Canal 4 Monte Carlo TV
 Venevisión
 Televen
 Acasa TV
 Tele Rebelde
 RTP1

## Versões
- A versão original de Carita de ángel se chama Papá corazón, produzida e emitida pelo Canal 13 em 1973, protagonizada por Andrea Del Boca.

- Mundo de juguete é a primeira versão mexicana da novela, produzida pela Televisa em 1974 por Valentín Pimstein e protagonizada por Graciela Mauri, Ricardo Blume, Sara García, Irma Lozano e Irán Eory e a história foi originalmente escrita por Abel Santa Cruz, famoso dramaturgo argentino, responsável por sucessos como Carrossel (versão mexicana e brasileira de sua trama Cuentos de Jacinta Pichimahuida) e Chispita (versão mexicana de sua novela Andrea Celeste).

- Em 1976 a Rede Tupi lançou sua versão brasileira com o nome de Papai Coração.

- Telenovela Mundo de muñeca, produzida na Argentina em 1986 e protagonizada por Analia Castro.

- Telenovela Papá del corazón produzida no Paraguai em 2008 e protagonizada por Paola Maltese.

- Carinha de Anjo, produzida pelo SBT em 2016 e protagonizada por Lorena Queiroz.[14][10]